# Ritratto del maresciallo de Villars
Il Ritratto del maresciallo de Villars è un dipinto realizzato nel 1704 dal pittore francese Hyacinthe Rigaud che rappresenta il duca Claude Louis Hector de Villars, maresciallo di Francia.

## Storia dell'opera
Claude Louis Hector, duca de Villars, maresciallo di Francia (1653-1734) si sposò il 2 febbraio 1702 con Jeanne-Angélique Roque de Varangeville (1683-1763), signora di Menuls, dama di palazzo della regina e figlia di Pierre Roque, signore di Varengeville, ambasciatore di Francia a Venezia e di sua moglie, Charlotte Angélique Courtin. Venne creato in quello stesso anno maresciallo di Francia dopo aver riportato l'ennesima vittoria nella battaglia di Höchstädt; queste furono le ragioni principali che lo spinsero a farsi realizzare un ritratto da Rigaud che da poco aveva ritratto anche Luigi XIV.

## Descrizione dell'opera
Il dipinto è annotato nel libro dei conti di Rigaud alla data 1704 con la cifra di 530 livres, prezzo che per l'appunto corrispondeva mediamente a un ritratto a mezzobusto dell'artista. L'abbigliamento e la postura della figura risultano fondamentali nell'opera di Rigaud, in quanto è la prima volta che il pittore utilizza questa fortunata combinazione che sfrutterà anche nei decenni successivi della sua attività pittorica. Tra questi si ricordano il ritratto di Louis Antoine de Pardaillan de Gondrin, duca d'Antin (v. 1708-1719), come quello di Charles-Jérôme de Cisternay du Fay, capitano delle guardie francesi (1712), con qualche variante nelle mani di Karl-Heinrich von Hyom, ambasciatore di Sassonia (1715) ed infine in quello di Joseph Wenzel, principe del Liechtenstein (1740).
Villars è rappresentato nel quadro a mezzo busto, con la mano sinistra appoggiata sul fianco e l'altra posta su un bastone da comandante (qui gigliato), poggiante a sua volta su di una roccia. Nello sfondo, in secondo piano, una scena di cavalleria, probabilmente della battaglia di Höchstädt. Il soggetto è vestito con l'armatura classica dei militari dell'epoca. L'alta definizione dei dettagli è quella tipica di Rigaud, ma probabilmente per i dettagli dell'uniforme il pittore utilizzò un'armatura che egli possedeva e che alla sua morte lasciò in eredità al figlioccio Hyacinthe Collin de Vermont.
L'abbigliamento del maresciallo è impreziosito da un grande mantello blu da pari di Francia, bordato d'ermellino e decorato con la gran croce dell'Ordine dello Spirito Santo. In realtà dagli elenchi d'archivio sappiamo che Villars venne nominato cavaliere dell'ordine solo il 2 febbraio 1705 e tutte le versioni attualmente esistenti del dipinto riportano la presenza di questa decorazione. Medesima cosa si può dire per le insegne del Toson d'oro che pure compaiono nell'opera. Questo fatto, evidentemente, significa che il dipinto non fu consegnato sino al 1705 e che la croce e la fascia blu vennero aggiunte dal pittore prima della consegna definitiva del dipinto sopra il busto già realizzato.

## Copie dell'opera

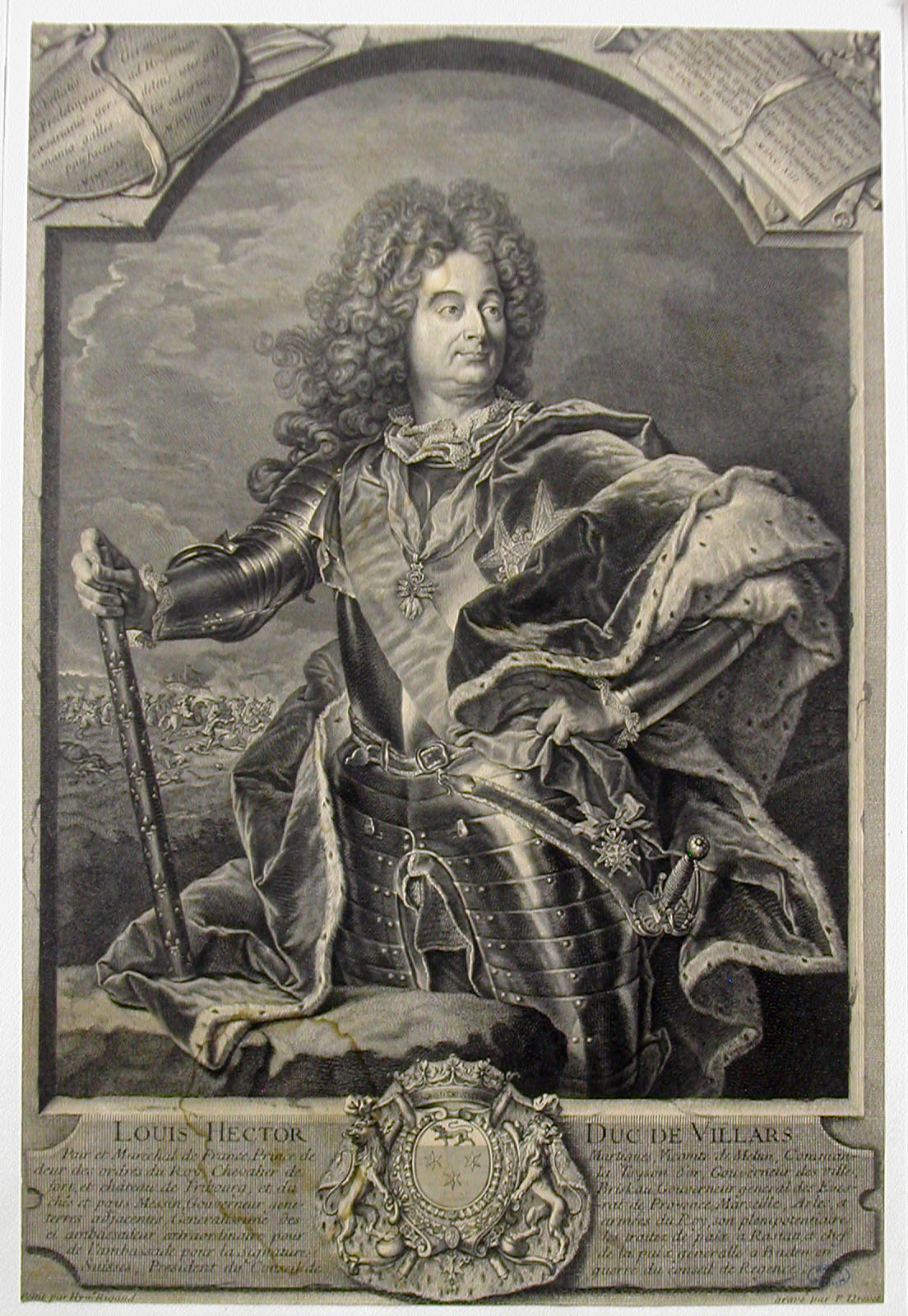
Incisione del maresciallo de Villas eseguita da Pierre Drevet, dall'opera di Rigaud - 1714

- Olio su tela, 147 x 129 cm Marsiglia, musée des Beaux-arts[collegamento interrotto]. Versione donata come copia dell'originale per la collezione del marchese di Sinéty.
- Olio su tela, collezione del marchese de Vogüé.
- Olio su tela, 120 x 98 cm, Château de Paulhac[collegamento interrotto].
- Olio su tela, mezzobusto, 63 x 52 cm, Versailles, museo nazionale del castello. Con l'inscrizione: C. L. H. Ml. Duc de Villars. 1714 (dall'Académie française; in deposito a Parigi presso l'Institut de France)
- Olio su tela, mezzobusto, 89 x 71 cm, Versailles, museo nazionale del castello.
- Olio su tela, 145 x 113 cm. Nella collezione del visconte René des Courtis al castello di la Valette (Vienne). Esposto all'esposizione internazionale di Bruxelles del 1935 col suo pendant femminile attribuito pure a Rigaud. Il dipinto, realizzato nel 1712, appartenne alla sorella del maresciallo, Thérèse de Villars, che sposò Jean-Baptiste de Fretat (m. 7 novembre 1709, marchese di Boissieux); passato per testamento nel 1748, a Vital de Combres, signore di Bressoles de Chaminades, la cui figlia Jeanne-Marie-Dorothée de Combres de Bressoles, sposò nel 1756 Charles-Paul-Nicolas de Barentin de Montchal (1737-1824), antenato dell'attuale possessore.
- Olio su tela, 132,1 x 101,6 cm. Venduto a Londra da Christie’s, il 22 giugno 1999.
- Olio su tela, mezzobusto, 81 x 70 cm. Lipsia, Kunstsammlungen der Universität. Inv. n° 1951-246[2].
- Olio su tela (busto). 73,5 x 59 cm. Venduto a Versailles da Enchères (Perrin-Royère-Lajeunesse), 28 novembre 2004, lot. 59.
- Olio su tela, Denain, museo locale.
- Olio su tela, busto, 82 x 65 cm. Collezione del conte Josserand de Saint Priest d'Urgel e proveniente dall'hôtel de Monnery ad Avignone. Venduto ad Avignone il 29 novembre 2008, lot. 51, per 2400 euro.
- Olio su tela, presso l'ambasciata francese a Stoccolma.
- Olio su tela di Jean-Pierre Franque. 214 x 140 cm. Versailles, museo nazionale del castello. Inv. 4572, MV1057, LP 703. Commissionato dal museo nel 1833; in depostito dall'hôtel du gouvernement militaire di Strasburgo.
- Olio su tela di Jean-Pierre Franque, diametro 37 cm, ingrandito con motivi decorativi dipinti da Jean Alaux. Versailles, museo nazionale del castello. Inv. 4614 1, MV8248 B, LP 4219. 48 x 57,8 cm. Commissionato dal museo nel 1839.
- Olio su tela, 81 x 65 cm. Collezione Charles Maniez. Venduto a Parigi il 2 dicembre 1918.

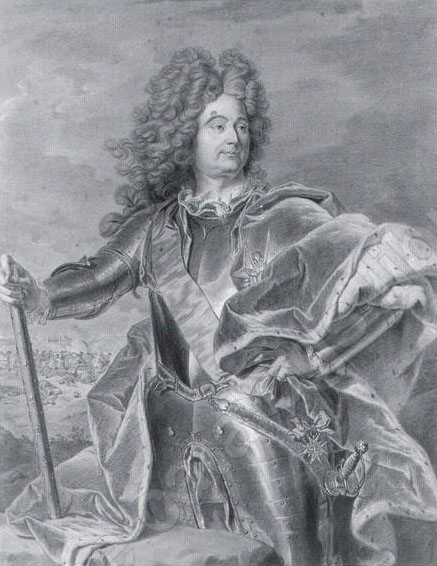
Il maresciallo de Villars - disegno (c. 1707)

- Carboncino e gesso bianco su carta blu. 36 x 27,5 cm. Luogo sconosciuto. Venduto a Parigi, Hôtel Drouot (Tajan), 3 aprile 1998, lotto 189
- Incisione di Jean Langlois del 1708.
- Incisione di Rochefort del 1712.
- Incisione di Pierre Drevet del 1714, 52,6 x 36 cm.
- Incisione di Étienne Jehandier Desrochers non datata.
- Incisione di Andréas Reinhard del 1720 circa, a busto. 28,5 x 18,7 cm.
- Incisione di Johann Georg Friedrich Schmidt a busto, del 1734.
- Incisione di Marcenay, a busto, del 1773.
- Busto di gesso di Antoine Coysevox (1640-1720) presente nella casaforte di Sedan.